# Бантя
Бантя (яп. 番茶 бантя) — низший, «грубый» и недорогой сорт японского листового зелёного чая. Представляет собой чай позднего сбора, его собирают в августе — сентябре с тех же чайных кустов, что и сэнтя, среднего по качеству сорта. Для бантя используют более крупные, жёсткие листья и стебельки, чем в других сортах чая, которые остаются после сбора более молодых и нежных листьев для сэнтя. Дешёвый бантя является повседневным напитком населения Японии: из всех видов чая его выпивают больше всего в стране.  

## Описание
Чай содержит небольшое количество кофеина, в связи с чем его дают пить детям. Заваривается тем же способом, что и обычные сорта японского чая. Рекомендуемая температура воды — до 100 °C. Время настаивания 3-5 минут. Готовый напиток имеет желтоватый оттенок. Бантя имеет выраженный травянистый вкус. Он обладает более резким и сильным вкусом, чем сэнтя, поэтому многие японцы пьют его за едой. Кроме того, он имеет освежающий эффект, в связи с чем во время продолжительных трапез его подают на стол вместе с саке. Не рекомендуется заваривать его более двух раз. Бантя традиционно предлагают бесплатно в предприятиях общественного питания и отдыха, где он подаётся в специальных керамических стаканчиках — юноми, в которые по мере необходимости подливают чай.   
Обычный бантя — чай третьего и четвёртого сбора. Он состоит из крупных и жёстких листьев, появляющихся через 15-20 дней после сбора сэнтя. Существует также поздний подвид аки-бантя (яп. 秋番茶, «осенний бантя»), состоящий из мелких веточек, оставшихся после сбора бантя. Бантя лучшего качества собирают в июне. Из-за более низкого качества по сравнению с сэнтя, бантя не различается по месту культивации. С целью улучшения вкуса собранную растительную массу могут дополнительно подвергать тепловой обработке. В таком случае получается ходзитя (букв. — «жареный чай»). После дополнительной просушки листья приобретают цвет эбенового дерева, а получившийся после заваривания напиток приобретает желтовато-коричневый цвет и насыщенный смолянистый привкус. Ходзитя пьют в холодном виде, в отличие от бантя, который после остывания горчит. Гэммайтя (букв. «рисовый чай»), другая разновидность бантя, получается путём смешивания последнего (или сэнтя) вместе с прожаренным рисом. 
Преподаватель кулинарного мастерства, автор книг по японской кухне Сонока Сакаи писала про сорт: «Бантя — хороший чай с уютным негорьким вкусом, который можно подавать в любой ситуации. Если в чашке останется несколько веточек или побегов — это будет считаться красивым. А если такой побег всплывет в чашке вертикально — что бывает очень редко — это считается символом удачи. Ребёнком я всегда мечтала найти такой побег у себя в чашке».